# Moquinia
Moquinia là một chi thực vật có hoa trong họ Cúc (Asteraceae).

## Loài
Chi Moquinia gồm các loài: